# Hani ibn Urwa al-Muradi
Hani ibn Urwa al-Muradí (àrab: هانيء بن عروة المرادي, Hānīʾ ibn ʿUrwa al-Murādī) fou un cap polític de la facció iemenita de Kufa abans del 679.
Els iemenites de Kufa estaven formats principalment per les tribus dels kindes, els madhhidj i els hamdan, i Hani era el seu cap. Al-Hussayn ibn Alí ibn Abi-Tàlib que volia agafar el poder a Kufa on el cridaven els seus partidaris, va enviar un delegat de nom Múslim ibn Aqil per organitzar una conspiració; el califa va tenir notícies dels esdeveniments i va nomenar governador de Kufa a Ubayd-Al·lah ibn Ziyad.
La casa d'Hani era el lloc de trobada dels conspiradors; Ubayd-Al·lah fou objecte d'un atemptat frustrat en aquesta casa. Un espia va revelar al governador el paper d'Hani; sabent que Múslim estava amagat a la casa del cap iemenita, el governador va cridar a aquest, que no sospitava pas que havia estat descobert. En presència d'Ubayd-Al·lah fou acusat; Hani ho va negar tot i llavors l'espia va ser presentat per posar-lo en evidència. Finalment el governador el va ferir (va córrer el rumor que havia mort). Múslim fou capturat a la casa d'Hani i executat i tot seguit Hani va córrer la mateixa sort. La conspiració es va avortar.